# Joseph Zatrillas Vico
Œuvres principales
- Engaños y desengaños del amor profano (1688)
- Poema heroico (1696)

Joseph Zatrillas Vico (en italien : Giuseppe Zatrillas, né le 21 août 1648 à Cagliari et disparu en 
1720 probablement en France) était un poète, écrivain et homme politique sarde, qui a écrit principalement en langue espagnole (castillan).

## Biographie
Joseph Zatrillas est né à Cagliari le 21 août 1648. Issu d'une famille noble, il est le fils de Saturnino et Elena Vico et devient un homme de lettres, écrivain renommé et homme politique.
Érudit, il a également participé à la vie politique de son temps, en effet, en 1671 il arme sur ses deniers une compagnie de fantassins pour la Guerre de Messine.
Il était au Parlement du royaume de Sardaigne de 1688 à 1698, a été nommé « marquis de Villaclara » par Philippe V en 1701 mais en 1706 lors du conflit de succession il est accusé de trahison par la couronne d'Espagne et est contraint à l'exil à Toulon (1707).
Il est l'auteur de deux œuvres: Poema heroico (poème héroïque), dédié au poète mexicain sœur Juana Inés de la Cruz et le roman Engaños y desengaños del amor profano.

## Œuvres
- Poema heroico al merecido a/plauso del el unico Oraculo de/las/Musas, glorioso assombro de los Ingenios, y/Ce/lebre Phenix de la Poesia, la Esclarecida y Ve/ne/rable Señora, Suor Juana Ines de la Cruz Religiosa Professa en el Monasterio de San Geronimo de la Imperial Ciudad de Mexico, Barcelona, 1696
- Engaños y desengaños del amor profano, Napoles, 1687-88, duos tomos